# Kurt Barthel

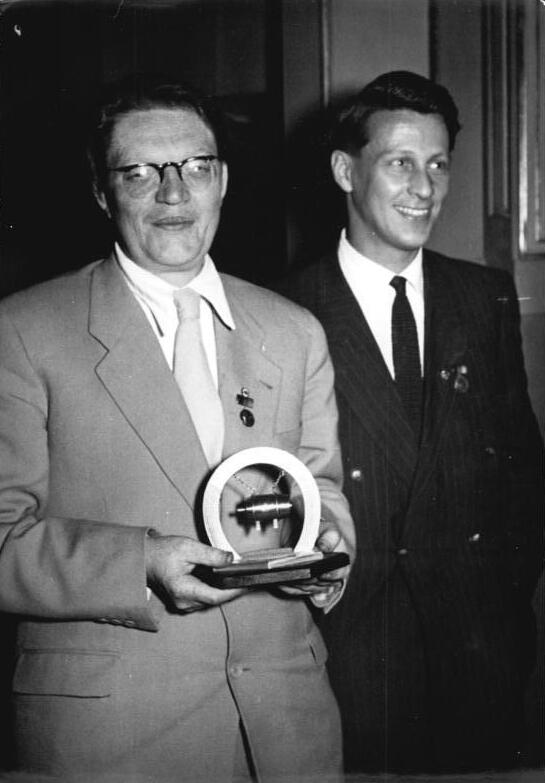
KuBa (izquierda) y Stephan Hermlin, 1952

Kurt Barthel, también escrito Kurt Bartel, (8 de junio de 1914 - 12 de noviembre de 1967) fue un escritor, poeta, dramaturgo y guionista cinematográfico de nacionalidad alemana.

## Biografía
Conocido por el pseudónimo KuBa, nació en Garnsdorf sin haber llegado a conocer a su padre, un trabajador ferroviario asesinado. Entre 1928 y 1932 Kurt Barthel se formó en Chemnitz como pintor decorativo. Activo políticamente en sus inicios, en esa época fundó en su ciudad natal grupos locales de organizaciones socialistas como Sozialistische Arbeiter-Jugend (SAJ) y Sozialistische Jugend Deutschlands – Die Falken. En 1933 ingresó en el Partido Socialdemócrata de Alemania (SPD) y, con la llegada al poder del nazismo, emigró a Checoeslovaquia. A partir de 1934 empezó a escribir poemas y reportajes para el periódico Die Rote Fahne de Praga y para grupos teatrales. Fue políticamente activo con jóvenes de izquierda, y prestó ayuda a inmigrantes ilegales. Desde 1937 fue redactor del Arbeiter-Illustrierte-Zeitung de Praga, y en 1939 huyó a Inglaterra, donde fue miembro de Juventud Libre Alemana y escribió poemas en inglés, aunque en 1940 fue internado temporalmente como un enemigo extranjero (Enemy Alien).
Barthel volvió a Alemania en 1946 y se unió al Partido Socialista Unificado de Alemania (SED). Entre 1946 y 1948 fue redactor de la editora Karl Dietz Verlag Berlin, en Berlín Este y, a partir de 1949, fue un artista independiente. Barthel llegó a ser un poeta emblemático, que compuso himnos dedicados a la construcción del socialismo. Son conocidas su Cantata a Stalin y sus públicas „vergüenzas“ tras la Sublevación de 1953 en Alemania del Este, en las cuales tachaba de inmaduros a los trabajadores.
Desde 1952 Barthel trabajó como funcionario, siendo primer secretario de la Deutscher Schriftstellerverband (Asociación escritores de la RDA) y miembro del Comité Central del SED; a partir de 1953 perteneció a la Academia de las Artes de Berlín, y en 1958 fue diputado de la "Volkskammer". Finalmente, desde 1956 hasta su muerte, fue dramaturgo jefe del Teatro del Pueblo (Volkstheater) de Rostock.
Durante una gira por la República Federal de Alemania en la cual era representada 50 Rote Nelken por el Volkstheater de Rostock, el 12 de noviembre de 1967, ante 1100 espectadores en Fráncfort del Meno, se produjeron disturbios por parte de miembros de la Federación Socialista Alemana de Estudiantes (SDS), que esperaba un programa menos moderado; Kurt Barthel, que estaba entonces enfermo a causa de una insuficiencia cardiaca, falleció en la sala. Fue enterrado en el Cementerio Nuevo de Rostock.
Barthel había sido galardonado en 1949, 1958 y 1959 con el Premio Nacional de la RDA.

## Obras
- Gedicht vom Menschen. 1948
- Kantate auf Stalin. 1949
- Gedanken im Fluge. 1950
- Gedichte. Eine Auswahl. 1952
- Osten erglüht. 1954
- Klaus Störtebeker 1959
- Gedichte. 1961
- Brot und Wein. Gedichte, Lieder, Nachdichtungen. 1961
- terra incognita. 1964
- Marsch der Dynamosportler, Gedicht. 1983

Obra póstuma:
- Wort auf Wort wächst das Lied. Gedichte. 1970
- Schlösser und Katen. 1970
- Hexen. 1970
- Vergeßt mir meine Traudel nicht. Filmerzählungen. 1974
- Zack streitet sich mit der ganzen Welt. Erzählungen. 1982

## Cine
- Schlösser und Katen (guion, dirección de Kurt Maetzig), 1956/1957
- Hexen (guion, dirección de Helmut Spieß), 1954
- Vergeßt mir meine Traudel nicht (guion, dirección de Kurt Maetzig), 1957
- Familie Benthin (guion, junto a Johannes R. Becher, Slatan Dudow y Ehm Welk. Dirección de Dudow y Kurt Maetzig), 1950